# Бушля смугаста
Бушля смугаста (Tigriornis leucolopha) — вид пеліканоподібних птахів родини чаплевих (Ardeidae). Він відокремлений в монотипний рід Смугаста бушля (Tigriornis).

## Ареал
Поширений в Західній Африці: Ангола, Бенін, Камерун, Центрально-Африканська Республіка, Республіка Конго, Демократична Республіка Конго, Кот-Дівуар, Екваторіальна Гвінея, Габон, Гамбія, Гана, Гвінея, Гвінея-Бісау, Ліберія, Мавританія, Нігерія, Сенегал, Сьєрра-Леоне і Того.

## Опис
Досягає довжини від 66 до 80 см. Кольори тіла — коричневий, чорний і червоний, на череві білий. Голова і шия чорні. Дзьоби довгі і тонкі, з чорними або дуже темними верхніми щелепами. Кінчики крил — білі.

## Поведінка
Він живе в водно-болотних угіддях у зоні лісів Центральної і Західної Африки. Крім того, в прибережних лісах і мангрових заростях.
Раціон включає в себе дрібну рибу, ракоподібні, жаби, змії і комахи. Мало відомо про їхнє розмноження. Гніздяться лише на високих деревах.